# 강동석 (아나운서)
강동석(1985년~)은 대한민국의 아나운서이다.

## 경력
- 2011년~2014년 : 서울경제TV 보도국 앵커
- 2016년~2017년 : MBC 보도국 라디오뉴스 진행

## 진행

### TV
- 출발 증시와이드
- SEN 경제현장
- 경제알약
- 베스트 종목상담
- 내일장 대장주

### 라디오
- 2016년 ~ 2017년: MBC 표준FM MBC 뉴스